# Ron Hill
Pour les articles homonymes, voir Hill.
Ronald J. « Ron » Hill (né le 25 septembre 1938 à Accrington et mort le 22 mai 2021 à Tameside) est un athlète britannique spécialiste du marathon. Affilié au Bolton Harriers, il mesurait 1,67 m pour 61 kg.

## Biographie

### Palmarès
| Date | Compétition                      | Lieu         | Résultat | Épreuve       | Performance       |
| ---- | -------------------------------- | ------------ | -------- | ------------- | ----------------- |
| 1963 | Universiade d'été                | Porto Alegre | 3e       | 5 000 mètres  | 14 min 43 s 2     |
| 1964 | Jeux olympiques d'été            | Tokyo        | 18e      | 10 000 mètres | 29 min 53 s 0     |
| 1964 | Jeux olympiques d'été            | Tokyo        | 19e      | Marathon      | 2 h 25 min 34 s 4 |
| 1968 | Jeux olympiques d'été            | Mexico       | 7e       | 10 000 mètres | 29 min 53 s 2     |
| 1969 | Championnats d'Europe            | Athènes      | 1er      | Marathon      | 2 h 16 min 47 s   |
| 1970 | Jeux du Commonwealth britannique | Édimbourg    | 1er      | Marathon      | 2 h 09 min 28 s   |
| 1970 | Marathon de Boston               | Boston       | 1er      | Marathon      | 2 h 10 min 30 s   |
| 1971 | Championnats d'Europe            | Helsinki     | 3e       | Marathon      | 2 h 14 min 34 s   |
| 1972 | Jeux olympiques d'été            | Munich       | 6e       | Marathon      | 2 h 16 min 30 s 6 |

### Records
| Épreuve       | Performance      | Lieu | Date |
| ------------- | ---------------- | ---- | ---- |
| 25 000 mètres | 1h 15 min 22 s 6 |      | 1965 |
| 10 000 mètres | 28 min 39 s 0    |      | 1969 |
| Marathon      | 2 h 09 min 28 s  |      | 1970 |